# Hannah Reif
Hannah Reif (* 16. September 1999) ist eine deutsche Ruderin, die 2023 und 2024 Europameisterschaftssechste im Zweier ohne Steuerfrau wurde.

## Sportliche Karriere
Hannah Reif trat 2022 für den Berliner Ruderklub am Wannsee an. 2023 startete sie für die Frankfurter Rudergesellschaft Germania 1869. Zusammen mit der Krefelderin Lena Sarassa wurde Reif 2022 Meisterschaftszweite und 2023 Deutsche Meisterin im Zweier ohne Steuerfrau.
Reif gewann bei den Junioren-Weltmeisterschaften 2017 die Silbermedaille mit dem Achter. Bei den U23-Weltmeisterschaften 2018 wurde sie Fünfte mit dem Achter. 2021 ruderte sie zusammen mit Lena Sarassa im Zweier und gewann die Bronzemedaille.
2022 wurde Reif mit dem deutschen Frauenachter Fünfte bei den Europameisterschaften in München. Im Jahr darauf belegten Sarassa und Reif im Zweier den sechsten Platz bei den Europameisterschaften in Bled. Bei den Weltmeisterschaften in Belgrad reichte der 14. Platz nicht für die direkte Olympiaqualifikation. Bei den Europameisterschaften 2024 in Szeged ruderten Sarassa und Reif wie 2023 auf den sechsten Platz.